# Рамафоса, Сирил
Матаме́ла Си́рил Рамафо́са (англ. Matamela Cyril Ramaphosa; род. 17 ноября 1952, Соуэто, ЮАС) — южноафриканский государственный, политический и профсоюзный деятель, предприниматель. Генеральный секретарь (1991—1996) и заместитель президента Африканского национального конгресса (2012—2017), Вице-президент Южно-Африканской Республики (2014—2018). Президент Африканского национального конгресса с 18 декабря 2017 года. Президент Южно-Африканской Республики с 15 февраля 2018 года.

## Биография

### Молодые годы, семья
Матамела Сирил Рамафоса родился 17 ноября 1952 года в посёлке «Вестерн-Нэйтив-тауншип», многонациональном пригороде Йоханнесбурга. Стал вторым из трёх детей в семье Сэмюэля и Эрдмут Рамафоса, полицейского и домохозяйки, занимавшейся нелегальной торговлей алкоголем. Происходит из народа венда. Дедушка, работавший горняком, вместе с бабушкой жил в деревне Калавха, близ дворца короля народа венда. По вероисповеданию — христианин.
В 1960 году, после расстрела демонстрации в Шарпевиле и убийства более чем 69 чернокожих протестующих, в стране было введено чрезвычайное положение и в районе, где жила семья Рамафоса, появились войска. Солдаты пинали и сталкивали Сирила в ближайшую канаву, что породило в нём на долгие годы ненависть к белым, преодолённую после осознания того, что таковы уж были реалии Южной Африки. В 1962 году семья Рамафоса по программе «ретрайбализации» была переселена в Соуэто, быстроразвивающийся район для чёрного населения, где Сирил посещал начальную школу «Чилидзи». Также учился в средней школе «Секано-Нтоане», а в 1971 году окончил среднюю школу «Мфафули» в Сибасе (бантустан Венда). Во время учёбы занимался проповедованием, пением и танцами, возглавлял школьную команду по дебатам. В 1972 году для получения степени бакалавра записался в университет Севера, где начал изучать право.

### Политическая и профсоюзная деятельность
Принял активное участие в борьбе с режимом апартеида. В студенческие годы занялся политической деятельностью, вступив в Южноафриканскую студенческую организацию и став в 1974 году председателем её университетского отделения. Состоял в Студенческом христианском движении, председателем которого был избран в том же году. В 1974 году, после организации митингов в университете в поддержку мозамбикского движения ФРЕЛИМО, был арестован и в соответствии с разделом 6-м Акта о терроризме без формального судебного разбирательства в течение одиннадцати месяцев содержался под стражей в одиночной камере в центральной тюрьме Претории. После освобождения стал активистом Союза чёрного народа, созданного по образу и подобию Движения чёрного сознания Стива Бико. В 1976 году, после масштабного восстания в Соуэто, снова подвергся репрессиям — был задержан и в соответствии с Актом о терроризме без суда и следствия отсидел шесть месяцев в одиночной камере в известном пытками полицейском участке Йохан-Форстер-сквер в Йоханнесбурге. После этого случая его отец, служивший сержантом в отделении полиции в Мороке, ушёл со службы.
После освобождения в 1977 году поступил клерком в адвокатскую фирму в Йоханнесбурге. В том же году стал президентом Студенческого представительского совета университета Севера. В то же время продолжил учёбу, но уже в университете Южной Африки, где в 1981 году заочно получил степень бакалавра права. В том же году поступил консультантом по юридическим вопросам в Совет союзов Южной Африки, начав таким образом свою профсоюзную деятельность. В августе 1982 года руководство Совета союзов попросило Рамафосу помочь в организации нового профсоюза для горнорабочих, который начал работу в том же году как «Национальный союз шахтёров», под названием, данным из-за восхищения деятельностью одноимённого британского союза и его забастовками 1972 и 1974 годов. Первый конгресс состоялся 4 декабря 1982 года в Клерксдорпе: тогда же Рамафоса был избран первым генеральным секретарем Союза. Данная организация, в которой поначалу состояло только 6 тысяч человек, стала первым профсоюзом для чернокожих, получившим признание со стороны Горной палаты впервые с момента разгрома забастовки 1946 года.
В 1983 году Союз поддержал Объединенный демократический фронт, а затем и «Массовое демократическое движение» как альянс Конгресса южноафриканских профсоюзов, Африканского национального конгресса и Южно-Африканской коммунистической партии, направленный против режима Боты. Сам Рамафоса в компартию не вступил, но стал считать себя «преданным социалистом», и даже обращался с «революционным приветом» к конгрессу компартии. В ноябре 1984 года был арестован полицейскими в Лебове по обвинению в организации съезда Союза в Намакгале (Северный Трансвааль), проведение которого было запрещено местным мировым судьей. В декабре 1985 года Рамафоса вывел Союз из состава Совета союзов Южной Африки и вступил в новобразованный Конгресс южноафриканских профсоюзов, учредительный съезд которого состоялся в Дурбане при его деятельном участии. В марте 1986 года Рамафоса был членом делегации Конгресса на съезде АНК в Лусаке (Замбия).
К концу 1980-х годов Национальный союз шахтёров стал самым крупным профсоюзом Южной Африки, в котором состояло более 250 тысяч зарегистрированных членов. В августе 1987 года в попытке добиться увеличения расценок оплаты труда Союз объявил о проведении всеобщей забастовки, к которой присоединилось более 70 % чернокожих шахтёров страны. Забастовка сопровождалась расправами с штрейкбрехерами, «судами кенгуру» над бастующими шахтёрами, столкновениями с полицией и частями по защите шахт, в которых было убито 9, ранено 500 и арестовано около 400 человек, помимо нанесённого компании «Anglo American» финансового ущерба, исчислявшегося несколькими сотнями миллионов долларов. Месяц спустя, после начала масштабных увольнений Союз принял решение прекратить забастовку, ставшую самой крупнейшей в истории Южной Африки и давшую понять промышленникам, что Рамафоса и его профсоюз являются реальной силой, с которой нужно считаться.

### Работа в период демонтажа системы апартеида и строительства демократии
В январе 1990 года Рамафоса сопровождал отъезд выпущенных политических заключенных в Лусаку, где принял участие в трёхдневном съезде АНК по формированию дальнейшей политической стратегии после прихода к власти де Клерка. В том же году стал председателем Национального комитета приёма Нельсона Манделы, занимающегося вопросами его освобождения и встречи из тюрьмы после 27-летнего заключения. 5 июля 1991 года на 48-й национальной конференции Африканского национального конгресса в Дурбане, первом легальном съезде за всю 31-летнюю партийную историю, Рамафоса набрал 58 % голосов и был избран на пост 9-го генерального секретаря АНК, на котором сменил Альфреда Нзо, тогда новым президентом партии стал сам Мандела. Тогда же впервые избрался в члены Национального исполнительного комитета АНК, в котором состоит более 26 лет, последовательно переизбираясь в 1994, 1997, 2002, 2007, 2012, 2017 годах.
В октябре 1991 года в качестве приглашённого профессора работал в школе права Стэнфордского университета (США). В январе 1992 года Рамафосу в должности генерального секретаря Национального союза шахтёров сменил Кгалема Мотланте. В 1991—1993 годах Рамафоса возглавлял команду АНК на многопартийных переговорах об окончании апартеида с командой правительства Национальной партии, которую представлял Рольф Мейер, что привело в результате к проведению в 1994 году в ЮАР первых демократических выборов, формированию правительства национального единства, а затем и избранию Манделы на пост президента страны. В декабре 1993—апреле 1994 годов был членом руководящего комитета Переходного исполнительного совета, занимавшегося подготовкой выборов, а затем стал членом парламента от АНК. 24 мая 1994 года на первом объединённом заседании Национальной ассамблеи и Сената, обеих палат парламента, избран на должность председателя Конституционной ассамблеи, учреждённой на двухлетний период для выработки новой конституции ЮАР. В работе над конституцией, оказавшейся сложной, в частности по таким вопросам как количество государственных языков, образование, смертная казнь, аборты, однополые союзы, трудовое право, земля и собственность, приняли участие члены разных политических сил, в том числе АНК и Национальной партии; в их числе был и Мейер, знакомый Рамафосе по переговорам о прекращении апартеида. 19 декабря того же года на 49-й национальной конференции в Блумфонтейне Рамафоса был переизбран генеральным секретарём АНК.
13 апреля 1996 года на пресс-конференции в присутствии Манделы Рамафоса объявил о своей отставке с должностей генерального секретаря АНК и председателя Конституционной ассамблеи, а также с поста члена парламента по причине окончания работы над конституцией. 22 апреля того же года проект конституции был внесён в парламент, а 8 мая принят со второй попытки подавляющим большинством голосов. 12 мая Рамафоса подтвердил свое намерение уйти в отставку со всех постов. После этого исполняющим обязанности генерального секретаря АНК стала заместитель Рамафосы — Шерил Каролус. В то время Рамафоса считался будущим кандидатом в президенты АНК, был фактически «правой рукой» Манделы, его наследником. 17 декабря 1997 года на 50-й национальной партийной конференции в Мафикенге новым президентом АНК был избран Табо Мбеки, сменивший Манделу, который по собственной воле ушёл в отставку. Тогда же Рамафосу в должности генерального секретаря партии сменил Мотланте, известный ему по совместной работе в Национальном союзе шахтёров. В том же году Рамафоса ушёл из политики: журналисты отмечали, что этот шаг мог быть связан с тем, что он не смог побороться за пост президента партии с Мбеки. Тем не менее, Рамафоса остался активным членом АНК.

### Предпринимательская карьера
После ухода из политики, в апреле 1996 года Рамафоса стал заместителем директором «New Africa Investments Limited» (NEIL), медиа-империи, принадлежащей Нтхато Мотлане. На этой должности он стал ответственным за покупку «Johnnies Industrial Corporation» (Johnnic) у «Anglo American» через «National Empowerment Consortium» (NEC), директором которого собственно и был Рамафоса. Деньги на покупку контрольного пакета «Johnnic» поступали через связанные с АНК подставные компании, из профсоюзных и пенсионных фондов NEC, а также от продажи акций чернокожим южноафриканцам в рамках кампании под названием «осмысленное участие жителей исторически неблагополучных общин в экономике». В ноябре 1996 года Рамафоса стал председателем совета директором «Johnnic». Тем не менее именно это приобретение в дальнейшем стало причиной его разногласий с членами совета директоров NEIL, а затем, в феврале 1999 года, поводом для отставки с должности заместителя директора, во время пребывания на которой Рамафоса однако смог скопить значительный капитал. В том же году Мбеки, к тому времени ставший президентом ЮАР, назначил Рамафосу председателем государственной комиссии «Black Economic Empowerment». Целью комиссии было «экономическое расширение прав чернокожего населения», заключавшееся в перераспределении бизнес-активов белых южноафриканцев и создании своего рода среднего класса чернокожих капиталистов, что лишь привело к ещё большему распространению коррупции и образованию в южноафриканском обществе новой и небольшой элиты, которая не стремится вкладываться в развитие местных общин.
В 2000 году Рамафоса стал основателем инвестиционного холдинга «Shanduka Group», располагающего долями в компаниях «Assore» и «Glencore» (горнодобыча), «Bidvest» (торги), «Standard Bank» (финансы), а также в фирмах в сфере недвижимости, страхования и телекоммуникаций. Во владении «Shanduka» также находится 70 % доли в совместном предприятии с «CocaCola» под названием «Coca-Cola Shanduka Beverages». В 2011 году «Shanduka» купила лицензию на развитие сети быстрого питания «McDonald’s» в Южной Африке, получив по соглашению сроком на 20 лет полный контроль над всеми активами компании в стране. В разные годы являлся председателем «Alexander Forbes South Africa», «KreditInform Limited», «Sasria SOC Limited», «Vancut Diamond Works», заместителем председателя «Rebserve Holdings Limited», исполнительным председателем «Millennium Consolidated Investments Limited», независимым директором «SABMiller», независимым неисполнительным директором «Capital Property Fund», неисполнительным председателем «Pan African Resources», «Mondi», «MTN Group Limited», «The Bidvest Group Limited», неисполнительным директором «Alexander Forbes Limited», «Assore Limited», «Lonmin», «Standard Bank Group Limited», «The Bidvest Group Limited». Также был заместителем председателя Бизнес-совета Содружества, Национальной комиссии по планированию. Владел немногим более 30 % акций «Shanduka» через семейный трастовый фонд, а затем во избежание конфликта интересов с государственной службой ушёл с работы из компании и вышел из состава советов директоров многих фирм. Располагает состоянием в размере 450 миллионов долларов США (на 2015 год).

#### Расстрел в Марикане

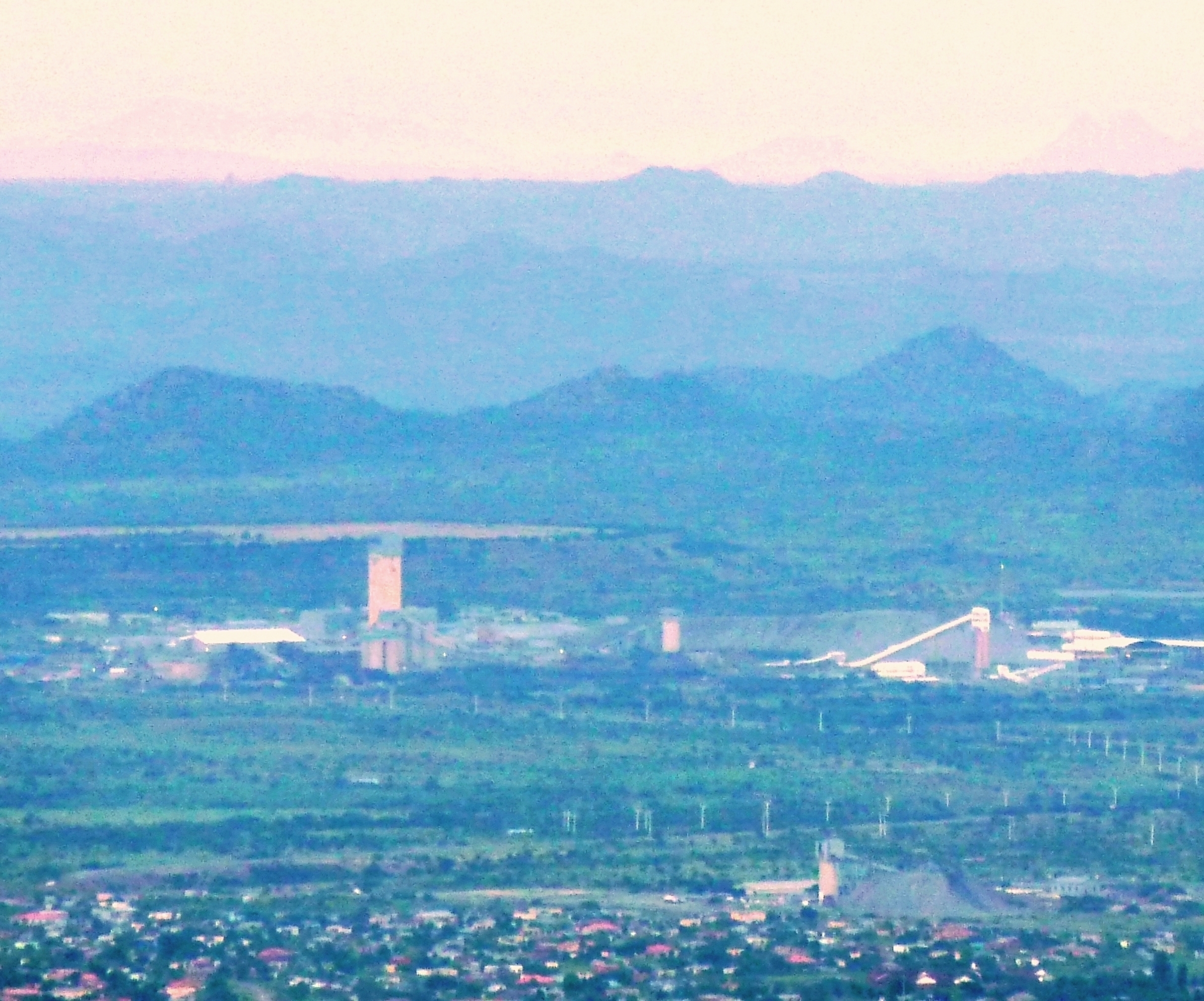
Рудник в Марикане

10 августа 2012 года на платиновом руднике «Lonmin» в Марикане, примерно в 60 милях к северо-западу от Йоханнесбурга, шахтёры, организованные в Ассоциацию шахтёров и Строительный союз, объявили о начале забастовки, потребовав повышения зарплаты с 4 тысяч до 12 500 рэндов (1,500 долларов США) в месяц по причине тяжёлых условий труда. Бастовало в общей сложности 3 тысячи человек из более чем 28 тысяч работников шахт, к которым было стянуто до 3 тысяч вооружённых полицейских, в том числе членов элитных подразделений по борьбе с беспорядками, на лошадях и при поддержке вертолетов. В ходе последовавших столкновений было убито 10 человек, в числе которых было и 2 полицейских. 16 августа, окружив холм с вооружёнными мачете и копьями шахтёрами, полицейские, после неоднократных предложений разоружиться и разойтись, применили слезоточивый газ и водяные пушки, а затем открыли стрельбу по толпе, в результате чего погибло 34 и было ранено 78 человек. В ходе следствия было установлено, что большинство жертв было убито выстрелами в спину при попытке убежать от полицейского оцепления. Данный инцидент стал самым крупным по количеству жертв со времён режима апартеида и расстрела в Шарпевиле, когда погибло 69 человек.
«Это человеческая трагедия. 25 лет назад он был генеральным секретарём Национального союза шахтёров и стал архитектором южноафриканской конституции. Это символический пример дегенерации чиновника и гражданского активиста и того, как он попал в ловушку своего новообретенного богатства. Этот пример настолько значителен потому, что типичен для многих представителей АНК».
Впоследствии выяснилось, что 15 августа 2012 года, всего за день до расстрела, Рамафоса, будучи членом совета директоров и владельцем 9 % акций «Lonmin», в письме главе коммерческого отдела компании Альберту Джеймисону отметил, что «эти страшные и разворачивающиеся прямо сейчас события не могут быть описаны как трудовые споры. Они явно подлы и преступны и должны быть охарактеризованы как таковые. […] Для решения данной ситуации необходимы соответствующие меры». В ответ он получил от Джеймисона письмо со словами о том, что ситуация в Марикане должна быть «стабилизирована полицией/армией». Также Рамафоса связался с министром минеральных ресурсов Сьюзан Шабангу и министром полиции Натхи Мтхетхвой, написав последнему, что «все правительственные чиновники должны понимать, что по существу мы имеем дело с преступным деянием», и предложив «повлиять» на Шабангу советами о том, что «молчание и бездействие» в отношении забастовки в Марикане обернётся «плохо для неё и правительства». В другом письме Рамафоса подчеркнул свои «связи с некоторыми важными людьми», под которыми подразумевались генеральный секретарь АНК Гведе Манташе и президент Национального союза шахтёров Сензени Зоквана, к которым он обратился для вмешательства в сложившуюся ситуацию партии и профсоюза, а помимо этого обозначил своё намерение встретиться с Шабангу для обсуждения того, «что ей нужно делать».
18 августа 2012 года принадлежащая Рамафосе «Shanduka Group» в качестве компенсации выделила на похороны погибших шахтёров 2 миллиона рэндов, что составило немногим более 240 тысяч долларов США. При этом, а также с учётом того, что «Lonmin» отказала шахтёрам в повышении зарплаты, 11 апреля того же года на аукционе на ферме Пьета дю Тойта под Рюстенбургом Рамафоса собирался выложить 18 миллионов рэдов (2 млн долларов США) за буйволицу с теленком, которая в итоге отошла Жако Троски, поднявшему ставку на полмиллиона рэндов. В общей сложности на этом аукционе Рамафоса потратил более 15 миллионов рэндов, купив в том числе двух беременных буйволиц за 12,5 млн. Впоследствии он отмечал:
Да, я сделал ставку, и это было ошибкой с моей стороны. Это была ошибка, я сожалею об этом. Было ошибкой даже поднять руку для этого, и я был подвергнут дисциплинарному наказанию со стороны некоторых моих хороших товарищей, и даже до этого наказания, я признал, что это была ошибка. Я сожалею об этом, понимая, что это огромные деньги посреди бескрайней бедности. Я как член общества понимаю, что это один из тех моментов, когда я просто был слеп.
20 сентября 2012 года в интервью радио SABC Рамафоса предпринял попытку снять с себя ответственность за случившееся в Марикане: «Я думаю, что многие из нас, как заинтересованные стороны, виноваты. Марикана не должна была пройзойти, мы все виноваты, и есть много заинтересованных сторон, которые должны взять на себя вину. Но взятие вины должно означать то, что мы должны убедиться в том, что такое никогда больше не повторится». 25 июня 2015 года, по итогам расследования событий в Марикане судебной комиссией во главе с отставным судьёй верховного суда Иэном Фарламом, была отмечена «невозможность того, что г-н Рамафоса причастен к резне, и, что обвинения против него беспочвенны». 7 мая 2017 года во время выступления в университете Родса Рамафоса в ответ на вопрос студента о событиях в Марикане заявил, что вмешался в забастовку в попытке предотвратить гибель ещё большего числа людей: «Да, я, возможно, использовал неприемлемые выражения в отправленных мною письмах. Я извинился, и я извиняюсь за то, что я не использовал более подходящие слова, но у меня никогда не было намерения убить ещё 34 шахтёра». Став президентом ЮАР, 20 февраля 2018 года Рамафоса отметил на слушаниях в парламенте, что «несмотря на выводы комиссии Фарлама касательно моей ответственности в произошедших событиях, я полон решимости исполнить любую роль в процессе исцеления и искупления за то, что произошло в Марикане». Тем не менее, репутация Рамафосы так и остаётся подпорченной именно из-за его связи с событиями в Марикане.

### Последующая деятельность
В 2000—2001 годах Рамафоса вместе с бывшим президентом Финляндии Мартти Ахтисаари как комиссары независимой международной комиссии по разоружению провели три инспекции оружейных складов Ирландской республиканской армии, придя к выводу о невозможности использования утилизированного оружия и заверив премьер-министра Великобритании Тони Блэра в том, что ИРА серьёзно относится к мирному процессу в Северной Ирландии. В 2002 году Рамафоса вместе с бывшим премьер-министром Испании Фелипе Гонсалесом и верховным комиссаром по правам человека Мэри Робинсон вошёл в состав миссии ООН по ознакомлению с гуманитарной ситуацией на Ближнем Востоке, которая однако не смогла отправиться в данный регион из-за позиции правительства Израиля. В 2008 году Рамафоса по предложению генерального секретаря ООН Кофи Аннана принял участие в урегулировании политического кризиса в Кении, сопровождающегося этническими столконовениями, убийствами и беспорядками, и вызванного последствиями президентских выборов, по результатам которых действующий президент Мваи Кибаки был объявлен победителем над лидером оппозиции Раилой Одингой. Тем не менее, Аннан был вынужден отозвать Рамафосу по причине претензий со стороны правящей партии и правительства Кении, заключавшихся в том, что тот якобы состоит в деловых отношениях с Одингой.
В 2001 году, не приведя каких-либо доказательств, министр безопасности ЮАР Стив Чвете сообщил о предотвращении попытки свержения и убийства президента Мбеки со стороны Рамафосы, а также Мэттью Фосы и Токио Сексвале, двух влиятельных членов АНК и бывших премьеров провинций Мпумаланга и Гаутенг. Они всячески отрицали свою причастность к какому бы то ни было заговору, тогда как сам Мбеки подтвердил выдвинутые обвинения, назвав всех троих «настоящими заговорщиками» Тем не менее, бывший президент Мандела выразил полную поддержку Фосе, Сексвале и Рамафосе, отметив, что последний «является архитектором современной Южной Африки… Он является одним из тех людей, кто по праву может возглавить Южную Африку». Однако впоследствии пресс-секретарь Манделы Зельда Ла Гранж заявляла, что Мандела «сохраняет полную беспристрастность по данному вопросу», а сам Рамафоса отмечал свою «незаинтересованность» в высших партийных и государственных должностях. Между тем, в конце 2000—начале 2010 годов в СМИ постоянно обсуждалась тема включения Рамафосы в борьбу за пост президента как партии, так и страны. 19 мая 2012 года, во время дискуссии о жизни Уолтера Сисулу в университете Витс, организованной АНК и Фондом Ахмеда Катрады, видный член АНК африканер Дерек Ханеком заявил, что «нам нужны лидеры калибра товарища Сирила. Я знаю, Сирил очень хорош в бизнесе, но я действительно хочу, чтобы он вложил все свои деньги в фонд для борьбы за высший и ещё более высокий пост», после чего Рамафоса сказал, что не стоит воспринимать слова Ханекома всерьёз, так как «он просто шутил».

### На высших партийных должностях
16 декабря 2012 года Рамафоса подтвердил выдвижение своей кандидатуры на должность заместителя президента АНК, заручившись поддержкой со стороны президента страны Джейкоба Зумы и собрав более 2 тысяч голосов делегатов из провинций. 18 декабря на 53-й национальной конференции в Мангаунге Зума был переизбран президентом АНК, а Рамафоса стал 8-м заместителем президента партии, сменив Мотланте и набрав 3018 голосов, в то время как Мэттью Фоса получил 470, Токио Сексвале — 463 голосов. Избрание Рамафосы было расценено журналистами как «глоток свежего воздуха» посреди экономических проблем и коррупционных скандалов, источником которых стал сам президент Зума. Спустя несколько дней после избрания Рамафосы вместе с Зумой выступил на бизнес-завтраке в Блумфонтейне изложил экономическую программу партии, заключающейся в строительстве смешанной экономики без национализации, при том, что, по его мнению, государственное вмешательство необходимо в таких ключевых областях, как добыча полезных ископаемых.
15 мая 2014 года Рамафоса был избран в члены парламента от АНК. 26 мая того же года переизбранный президент Зума сформировал новое правительство, назначив Рамафосу на пост вице-президента ЮАР и сделав его фактически ответственным за всю экономическую политику страны. Таким образом Рамафоса сложил с себя депутатские полномочия.
18 декабря 2017 года на 54-й национальной конференции партии в Насреке Рамафоса был избран 14-м президентом АНК, сменив Зуму и набрав 2440 голосов, одержав таким образом победу над Нкосазаной Дламини-Зума, получившей 2261 голос. Его заместителем был избран Дэвид Мабуза, премьер провинции Мпумаланга. В своей первой речи после избрания Рамафоса объявил о приверженности политике «радикальных экономических преобразований», включающей в себя «экспроприацию земли без компенсации» у белых и передачу её чернокожим южноафриканцам в мерах боры с расовым неравенством, а также пообещал «бесстрашно бороться против предполагаемой коррупции и злоупотребления служебным положением в наших рядах». Журналисты писали, что одобрение кандидатуры Дламини-Зума несло потенциальные репутационные риски для АНК, так как она является бывшей женой Зумы, вовлечённого в целую череду коррупционных скандалов. При этом Зума поддержал именно её, а не Рамафосу, которого хоть и поздравил с избранием, отметив, что «дух единства, продемонстрированный на протяжении всей конференции, отразился и в выборах коллективного руководства». В связи с этим отмечалось также, что Рамафоса в 2019 году «скорее всего» станет следующим президентом страны вместо Зумы, который пережил несколько попыток вынесения импичмента и продолжает «цепляться за власть», несмотря на скорое истечение своего последнего срока пребывания в должности.

### В должности президента ЮАР

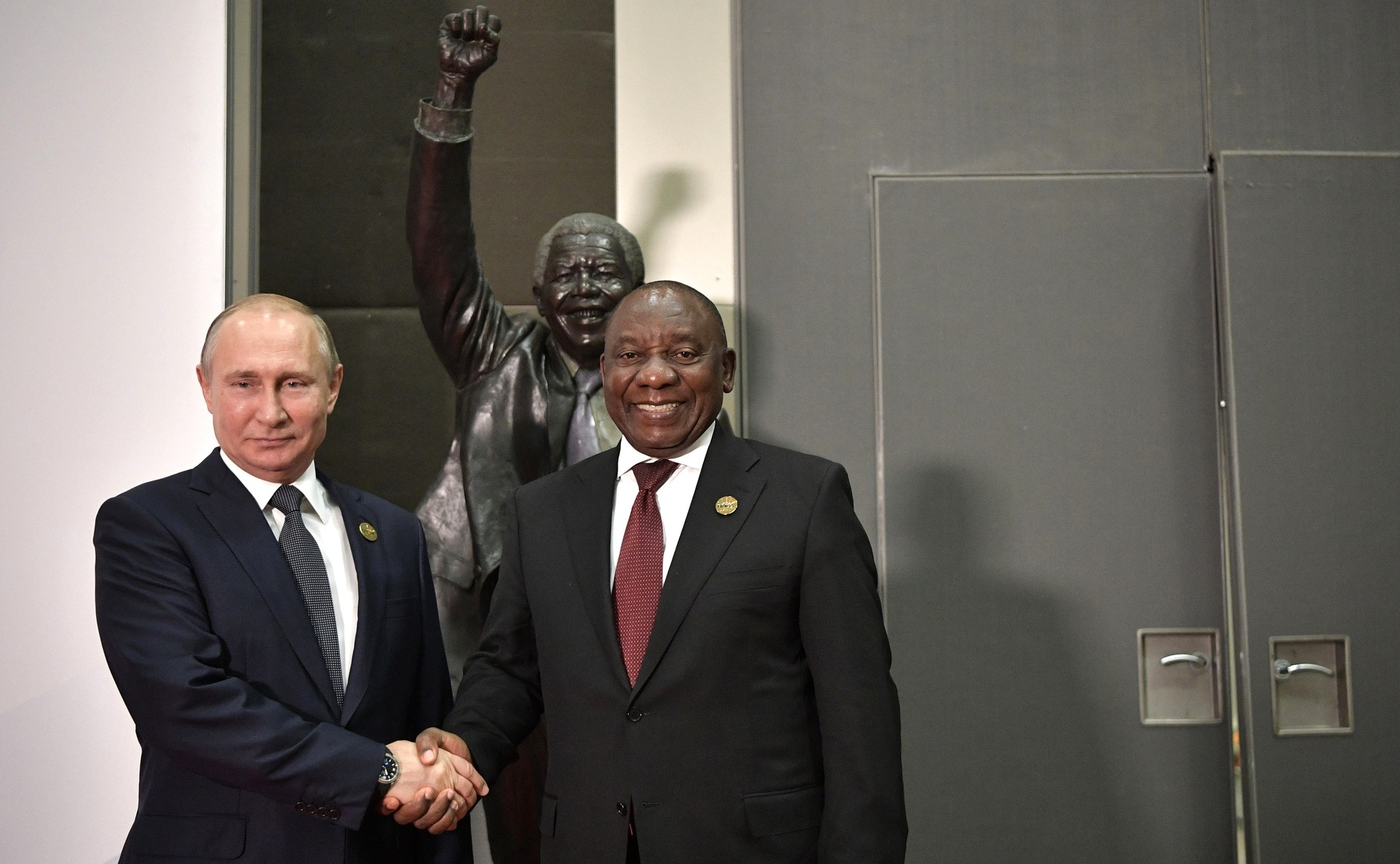
Рамафоса и Владимир Путин, 26 июля 2018

4 февраля 2018 года в президентской резиденции Махламба Ндлопфу в Претории прошла двухчасовая встреча между президентом Зумой и шестью высшими должностными лицами АНК в составе президента партии Рамафосы, заместителя президента АНК Мабузы, генерального казначея Пола Машатиле, председателя Гведе Манташе, генерального секретаря Эйса Магашуле и заместителя генерального секретаря Джесси Дуарте, которым не удалось убедить его уйти в отставку ради того, что «отвечает интересам АНК, страны и экономики». Ввиду этого, 5 февраля на съезде 20 членов Национального рабочего комитета в штаб-квартире АНК Лутули-хаус в Йоханнесбурге было принято решение о проведении специального заседания Национального исполнительного комитета, высшего органа партии, «для обсуждения, среди прочего, итогов встречи между национальными должностными лицами АНК и президентом Южно-Африканской Республики, товарищем Джейкобом Зумой». 6 февраля спикер Национальной ассамблеи Балека Мбете сообщила об отмене назначенного на 8 февраля обращения президента Зумы к нации для «создания в парламенте более благоприятной политической атмосферы». В тот же день было отложено и специальное заседание НИК АНК, причём в заявлении партии особо подчёркивалось, что такое решение было принято после «плодотворных и конструктивных обсуждений различных вопросов, состоявшихся ранее сегодня между президентом АНК, товарищем Сирилом Рамафосой и президентом Республики, товарищем Джейкобом Зумой». В выпущенном по этому поводу специальном заявлении Рамафосы отмечалось, что «вчера вечером президент Джейкоб Зума и я начали прямое обсуждение переходного периода и вопросов, касающиеся его нахождения в должности президента Республики. Дискуссия оказалась конструктивной и легла в основу скорейшего решения данного вопроса в интересах страны и ее народа». Данная ситуация была расценена в прессе как начало смены власти в ЮАР, однако в администрации президента журналистов заверили в том, что Зума продолжил работу по прежнему графику и провёл «рутинное» заседание кабинета министров.

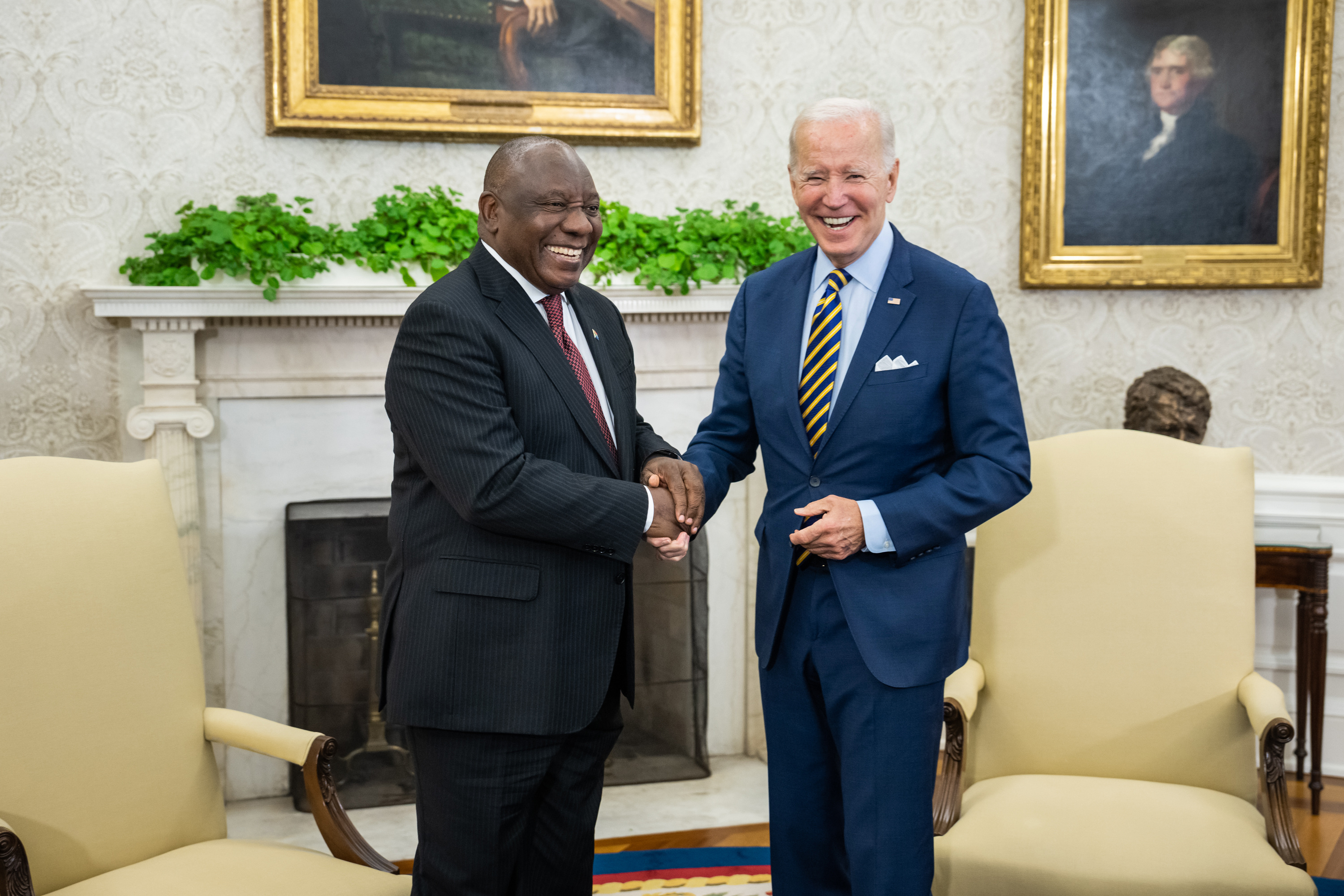
Рамафоса и Джо Байден, 16 сентября 2022 года

По итогам переговоров с Рамафосой Зума согласился уйти в отставку в период от «трёх до шести месяцев», с чем руководство АНК оказалось несогласно и отправило к нему новую партийную делегацию во главе с Дуарте, которая также ничего не добилась. 12 февраля по итогам специального заседания НИК АНК, прошедшего в Цване при участии Рамафосы, руководством партии согласно статье 21-й конституции АНК было решено начать процесс «отзыва публичного представителя» путём соответствующего парламентского процесса. 14 февраля Зума выступил с телевизионным обращением к нации, в котором объявил о том, что «принял решение уйти в отставку с должности президента Республики с немедленным вступлением в силу. Несмотря на то, что я не согласен с решением руководства моей организации, я всегда был дисциплинированным членом АНК». В руководстве АНК согласились с отставкой и предложили парламентариям-членами партии поддержать кандидатуру Рамафосы, который в тот же день согласно статье 90-й конституции ЮАР автоматически стал исполняющим обязанности президента страны.
15 февраля спикер Национальной ассамблеи Мбеке получила заявление Зумы об отставке, после чего два депутата от АНК предложили на рассмотрение парламента кандидатуру Рамафосы, которая оказалась единственной, вследствие чего верховный судья Могоенг Могоенг без голосования объявил его новым президентом страны. Спустя несколько часов и после 11 дней политического кризиса, в президентской резиденции Тёйнхёйс Рамафоса был приведён Могоенгом к присяге и официально вступил в должность 5-го президента ЮАР, перестав быть членом парламента. Рамафоса был поздравлен в том числе генеральным секретарём Африканского национального конгресса Эйсом Магашуле, лидером Демократического альянса Ммуси Маймане, президентом Ганы Наной Акуфо-Аддо, президентом Зимбабве Эммерсоном Мнангагвой, премьер-министром Великобритании Терезой Мэй, президентом России Владимиром Путиным, председателем КНР Си Цзиньпином, президентом Центральной тибетской администрации Лобсангом Сангаем.
26 февраля Рамафоса объявил о формировании нового правительства, в котором его на должности вице-президента сменил Мабуза.
В декабре 2022 года Рамафоса был переизбран лидером АНК, баллотируясь против Звели Мкхизе, на второй пятилетний срок. На следующих всеобщих парламентских выборах, которые состоялись в 2024 году, АНК потерял своё парламентское большинство. Несмотря на это, Рамафоса будет иметь гарантированный срок на посту президента Южной Африки в июне 2024 года после того, как АНК сформировал коалицию с партиями Демократический альянс (DA), Партия свободы Инката (IFP) и Патриотический альянс (PA). 14 июня Рамафоса получил 283 голоса против 44 у лидера борцов за экономическую свободу (EFF) Джулиуса Малемы в палате представителей, состоящей из 400 членов.

## Семья
О частной жизни Рамафосы мало что известно. Он был дважды женат: сначала на Хоуп Рамафосе, а затем на Номазизи Мтшошисе, и в обоих случаях развёлся. В 1996 году женился на Тшепо Мотсепе, сестре первого и единственного чернокожего южноафриканского миллиардера Патриса Мотсепе, сделавшего своё состояние на горнодобывающей промышленности. В общей сложности у Рамафосы четверо детей. В 2017 году стало известно, что восемь лет назад у него была внебрачная связь на стороне, после чего южноафриканскими общественными организациями был поднят вопрос о дальнейшем пребывании Рамафосы на должности председателя Национального совета по вопросам СПИДа.

## Награды

### Государственные
- Орден Баобаба в серебре (24 марта 2009) — «за неоценимый вклад в многопартийные переговоры и созыв Конституционной ассамблеи для разработки новой конституции во время перехода от апартеида к демократической Южной Африке»[277][278].

### Иностранные
- Первая премия Улофа Пальме (16 сентября 1987, Швеция) — «за благоразумное мужество, продемонстрированное членами Национального союза шахтёров Южной Африки в их общей борьбе за права человека и достоинство с ним в качестве лидера»[279][280].

## Почести
- 1993: почётная степень доктора права от университета Массачусетса в Бостоне[англ.][281][282].
- 1995: почётная степень доктора философии от университета Порт-Элизабет[англ.][283].
- 1996: почётная степень доктора от Натальского университета[284].
- 1998: почётная степень доктора права от Кейптаунского университета[285].
- 2001: почётная степень доктора права от Национального университета Лесото[286].
- 2002: почётная степень доктора администрирования от университета Севера[англ.][287].
- 2004: вхождение нод номером 34-м в список «Великие южноафриканцы[англ.]» из 100 выдающихся деятелей Южной Африки[288].
- 2005: почётная степень доктора права от Ирландского национального университета[289].
- 2007: вхождение под номером 83-м в список «Time 100» из 101 человека, чьи «власть, талант или моральный пример меняют мир»[290].
- 2008: почётная степень доктора права от Пенсильванского университета[291].
- 2016: почётная степень доктора права от университета Венда[англ.][292][293].